# The Open Championship 1884
The Open Championship 1884 var en golfturnering afholdt på Prestwick Golf Club i Prestwick, Skotland fredag den 3. oktober 1884 og arrangeret i fællesskab af Prestwick Golf Club, Royal and Ancient Golf Club of St Andrews og Honourable Company of Edinburgh Golfers. Turneringen var den 24. udgave af The Open Championship, og det var 16. gang at Prestwick Golf Club lagde græs til mesterskabet. 28 spillere, 24 professionelle og 4 amatører, deltog i turneringen, som blev afviklet som en slagspilsturnering over 36 huller. I forhold til det sidste mesterskab afholdt i Prestwick, var banen blevet udvidet fra 12 til 18 huller, og derfor blev turneringen nu afviklet over to runder i stedet for tidligere tre.
Mesterskabet blev vundet af Jack Simpson, som dermed vandt titlen for første og eneste gang, med fire slags forspring til Douglas Rolland og den forsvarende mester Willie Fernie.

## Resultater
| Plac. | Spillere            | Score (slag) | Score (slag) | Score (slag) | Score (slag) |
| Plac. | Spillere            | 1.runde      | 2.runde      | Total        |              |
| ----- | ------------------- | ------------ | ------------ | ------------ | ------------ |
| 1.    | Jack Simpson        | 78           | 82           | 160          |              |
| 2.    | Willie Fernie       | 80           | 84           | 164          |              |
| 2.    | Douglas Rolland     | 81           | 83           | 164          |              |
| 4.    | Willie Campbell     | 84           | 85           | 169          |              |
| 4.    | Willie Park, Jr.    | 86           | 83           | 169          |              |
| 7.    | Tom Dunn            |              |              | 171          |              |
| 7.    | George Fernie       |              |              | 171          |              |
| 9.    | Peter Fernie        |              |              | 172          |              |
| 9.    | Jack Kirkaldy       |              |              | 172          |              |
| 11.   | Matthew Allan       |              |              | 173          |              |
| 11.   | Willie Dunn, Jr.    |              |              | 173          |              |
| 13.   | Tom Morris, Sr.     |              |              | 174          |              |
| 13.   | J.O.F. Morris       |              |              | 174          |              |
| 15.   | Jamie Anderson      |              |              | 175          |              |
| 16.   | William Cosgrove    |              |              | 178          |              |
| 16.   | William Doleman (a) |              |              | 178          |              |
| 18.   | J. Hunter (a)       |              |              | 179          |              |
| 19.   | D. Grant            |              |              | 180          |              |
| –     | David Bone (a)      |              |              |              |              |
| –     | James Boyd          |              |              |              |              |
| –     | William Hunter (a)  |              |              |              |              |
| –     | Andrew Monaghan     |              |              |              |              |
| –     | J. Moore            |              |              |              |              |
| –     | Andrew Somerville   |              |              |              |              |
| –     | George Strath       |              |              |              |              |
| –     | D. Thomson          |              |              |              |              |
| –     | H. Wilson           |              |              |              |              |